# Євангеліє правди
Євангеліє правди (лат. Evangelium Veritatis) — частина папірусів Наг-Хаммаді, гностичних текстів датованих близько 150 роком після народження Христа. За назву взято перші слова тексту «Євангеліє правди є торжеством …», при тому що термін Євангеліє уживається як радісна звістка.
У творі застосовується типова для гностиків понятійна система. Відсутня поширена християнська догматика, хоч інколи вживаються висловлення, збіжні з висловленнями Нового Завіту, але смислове їх наповнення інше. 